# Plano Inclinado Liberdade-Calçada
O Plano Inclinado Liberdade-Calçada (PILC) é um plano inclinado que liga o bairro da Liberdade ao bairro da Calçada, próximo à estação terminal homônima do Trem do Subúrbio, em Salvador, na Bahia. O percurso é realizado em um minuto e 40 segundos.

## História
Foi inaugurado em 13 de março de 1981. Antes, havia no local uma ladeira chamada "Ladeira do Inferno". Rodeada por mato, a menor chuva resultava em muita lama. As pessoas eram obrigadas a descer agachadas. Apesar disso, muita gente, na época, usava esse caminho para ter acesso ao bairro da Calçada.
Ficou por um tempo sem funcionar, enquanto passava por reparos técnicos para voltar a operar. Somente após licitação, vencida pela empresa Alpha Elevadores, sob o valor de R$4,5 milhões, quatro meses de obras recuperaram completamente o equipamento com inauguração no dia 4 de outubro de 2014. Ao mesmo tempo, foi reformada a praça de 5 mil metros quadrados de frente ao plano, na Calçada, a fim de melhorar a acessibilidade e a paisagem urbana.